# Céreste
Céreste är en kommun i departementet Alpes-de-Haute-Provence i regionen Provence-Alpes-Côte d'Azur i sydöstra Frankrike. Kommunen ligger  i kantonen Reillanne som ligger i arrondissementet Forcalquier. År 2022 hade Céreste 1 195 invånare.

## Befolkningsutveckling
Antalet invånare i kommunen Céreste
Referens: INSEE